# Bruce Petty
Bruce Lesile Petty (Melbourne, 23 novembre 1929 – 6 aprile 2023) è stato un fumettista, scultore e regista australiano.

## Biografia
Petty iniziò a lavorare per lo studio di animazione Owen Brothers a Melbourne nel 1949, prima di trasferirsi nel Regno Unito nel 1954. Le sue vignette furono pubblicate su The New Yorker, Esquire e Punch. Al suo ritorno in Australia nel 1961, lavorò inizialmente per The (Sydney) Daily Mirror, The Bulletin e The Australian, prima di unirsi a The Age nel 1976.
Nel 1976, il film d'animazione Leisure, di cui era il regista, vinse un Premio Oscar per la produttrice Suzanne Baker (la prima donna australiana a vincere un premio Oscar).
Petty realizzò numerosi altri film d'animazione premiati, tra cui Art, Australian History, Hearts and Minds e Karl Marx.
Petty ha anche creato diverse sculture meccaniche, la più famosa delle quali è un'opera conosciuta come Man Environment Machine (affettuosamente nota come 'Petty Machine'), che fu esposta al Padiglione Australiano all'Expo Mondiale del 1985 a Tsukuba, in Giappone.

### Vita Privata
Petty si sposò in prime nozze con la giornalista e critica cinematografica della ABC Julie Rigg con la quale ebbe due figli. Nel 1988, in seconde nozze sposò l'autrice pluripremiata Kate Grenville, con la quale ebbe un figlio e una figlia, i due eventualmente si separarono, e Petty si legò successivamente alla libraia Lesley McKay.